# Cántico de sangre
Cántico de sangre (título original: Blood Canticle) es la décima novela de las crónicas vampíricas de la escritora estadounidense Anne Rice.

## Sinopsis
Nos habla de cómo Lestat de Lioncourt entabla amistad con la neófita Mona Mayfair y Quinn Blackwood. En esta historia, el protagonista de Lestat el vampiro cuenta su ficticia amistad con el Papa, los pormenores de su relación con la familia del Santuario y su reciente enamoramiento con la doctora Rowan Mayfair.
En esta novela culmina la fusión entre las crónicas vampíricas y las de las brujas de Mayfair, comenzada en "Merrick", donde Merrick Mayfair es convertida en vampiro y continuada posteriormente en "Santuario", donde se convierte a Mona Mayfair, de quién está enamorado Quinn Blackwood.
- Datos: Q1623606